# Command & Conquer: Red Alert
Command & Conquer - Red Alert è un videogioco strategico in tempo reale prodotto dalla Westwood Studios e pubblicato dalla Virgin Interactive nel 1996. Inizialmente era disponibile per PC (le versioni MS-DOS & Windows 95 erano incluse nella stessa distribuzione) e venne poi portato su PlayStation.
Si tratta del secondo gioco della serie "C&C" ed è un prequel all'originale Command & Conquer del 1995, ambientato in una storia alternativa a quella del suo predecessore, essendo incentrato sulla lotta tra gli Alleati contro un'aggressiva Unione Sovietica per il controllo dell'Europa.
Dal 27 marzo 2008 è possibile scaricare Command & Conquer: Red Alert per PlayStation 3 e PlayStation Portable tramite PlayStation Network.

## Trama
Il gioco si basa su un universo alternativo, nel quale Einstein ha inventato la macchina del tempo e con essa è tornato indietro nel tempo per uccidere Hitler prima che il Partito nazista salisse al potere; Einstein, in questo modo, voleva evitare l'inizio della Seconda guerra mondiale. L'Unione Sovietica, trovatasi senza nessun cuscinetto a Ovest (ossia senza i nazisti), si è quindi espansa in questa direzione.
Da qui inizia la lotta in un'Europa alternativa, tra gli Alleati, ossia una coalizione formata da USA, Gran Bretagna e altre nazioni, e l'Unione Sovietica, guidata da Stalin: al giocatore spetta la scelta di quale fazione guidare verso la vittoria, in una guerra che vede il suo epilogo o a Londra (per i sovietici) o a Mosca (per gli alleati). Nel finale sovietico, inoltre, viene rivelato che la vera mente delle operazioni è Kane, l'antagonista principale della serie classica, che appare inizialmente come consigliere di Stalin, e il suo scopo è sfruttare i sovietici per portare avanti gli scopi della propria organizzazione, la Fratellanza di Nod, che viene esplicitamente nominata: l'universo di Red Alert e quello della serie classica, quindi, sono correlati tra di loro, e si rivelano essere originati da una serie di viaggi nel tempo successivi, che hanno di volta in volta stravolto gli eventi biforcando le linee temporali.

## Modalità di gioco
Il gioco ripropone la modalità di gioco di Command & Conquer, aggiungendo filmati con attori veri, uniti a filmati in grafica al computer, che ai tempi fecero letteralmente scalpore per le capacità tecniche dimostrate dalla Westwood Studios.
La campagna del gioco (ce ne sono due, una per i sovietici e una per gli alleati) si articola in una serie di missioni che il giocatore, nei panni di un comandante delle forze armate, dovrà portare a termine. È possibile anche la modalità Skirmish, dove è possibile scegliere liberamente scenario e condizioni di gioco.
Era possibile anche il gioco multiplayer, attraverso il server della Westwood e il programma Westwood Chat fornito con il gioco, oppure telefonando direttamente con il modem al numero di telefono del giocatore che faceva da server. Per più di due giocatori (fino a 4) è però necessaria una rete IPX o il servizio Kali.

## Espansioni
Il videogioco ebbe un notevole successo e questo spinse gli Westwood Studios a realizzare due espansioni per il videogioco; Counterstrike e The Aftermath. In seguito le due espansioni vennero riunite in un unico videogioco pubblicato per PlayStation con il titolo  Retaliation. Il seguito del gioco è Command & Conquer: Red Alert 2.

## Distribuzione freeware
Il 31 agosto 2008, in occasione del tredicesimo anniversario della serie e dell'imminente uscita di Command & Conquer: Red Alert 3, la EA Games ha pubblicato il gioco come freeware.
Il 22 maggio 2020, attraverso il blog ufficiale di Electronic Arts, viene annunciata la pubblicazione del codice sorgente del gioco sotto licenza  GPL 3.0.